# ارك ذا لاد 2
ارك ذا لاد 2 (بالإنجليزية:Arc the Lad II) لعبة فيديو من نوع تقمص أدوار تكتيكية من تطوير شركة ارك انترتيمنت ونشر وتوزيع شركة سوني كمبيوتر إنترتنمنت، ولقد صدرت لأول مره في 1 نوفمبر 1996 في اليابان وتعمل على جهاز بلاي ستيشن.
في عام 2018 ظهرت اللعبة على جهاز بلاي ستيشن كلاسيك.

## روابط خارجية
- ارك ذا لاد 2 على موقع موبي جيمز.